# 아토바쿠온/프로구아닐
아토바쿠온/프로구아닐(Atovaquone/proguanil)은 말라론(Malarone) 등의 상품명으로 판매되는 약물로, 말라리아, 특히 클로로퀸 내성 말라리아의 예방 및 치료에 쓰이는 고정용량 복합 약제이다. 구성 성분은 아토바쿠온과 프로구아닐이다. 중증 혹은 합병증이 동반된 말라리아에는 권장되지 않는다. 경구 투여한다.
흔한 부작용에는 복통, 구토, 설사, 기침, 가려움증이 있다. 보고된 사례가 있는 심각한 부작용에는 아나필락시스, 스티븐스-존슨 증후군, 환각, 간 손상 등이 있다. 그러나 부작용은 대체로 가벼운 수준이다. 임신이나 수유 중 사용이 안전한지는 현재 불명확하다. 콩팥 기능이 좋지 못한 환자에서 말라리아 예방 목적으로 사용하는 것은 권장되지 않는다. 아토바쿠온은 말라리아 원충의 미토콘드리아의 전자 전달을 방해하여 막 전위를 붕괴시킨다. 프로구아닐은 프로구아닐의 대사산물인 사이클로구아닐이 이수소엽산 환원효소를 차단하여, 원충의 핵산 합성과 세포 복제를 저해한다.
미국에서는 2000년 사용이 승인되었다. 2011년 이후로는 복제약으로 이용 가능하게 되었다.

## 내성
아토바쿠온 단독 사용 시, 사이토크롬 b 돌연변이를 가진 원충 비율이 자연에서 높기 때문에 치료 실패율이 높다. 이는 아토바쿠온의 지용성이 크고 섭취가 느려, 약제가 효과를 발휘하지 못하는 농도에 원충이 노출되는 시간이 길어지기 때문이라고 여겨진다. in vivo에서 특정 돌연변이(Y268S, Y268C)가 아토바쿠온/프로구아닐 내성을 일으킨다고 보고되었으나, 그 외에 내성을 유발하는 기전은 알려지지 않은 상태이다.

## 부작용
부작용은 대개 가볍게 끝난다. 일부 환자가 기침, 설사, 두통, 식욕부진, 구강 궤양, 구역, 복통, 구토, 쇠약 등을 호소하기도 하지만, 대부분 환자에서는 부작용이 나타나지 않거나 이 부작용 중 소수만이 발생한다.

## 작용 기전
아토바쿠온은 말라리아 원충의 전자 전달계에 존재하는 사이토크롬 bc1 복합체를 선택적으로 억제하여 미토콘드리아 막 전위를 무너뜨린다. 말라리아의 전자 전달계는 ATP 합성에는 크게 기여하지 않으므로, 작용할 때 전자 전달계 기능을 필요로 하는 다이하이드로오로테이트 탈수소효소가 간접적으로 억제되는 것이 약물 기전이라고 생각된다. 이 효소는 피리미딘 생합성에 필요하다.
프로구아닐은 대사되어 사이클로구아닐이 되며, 사이클로구아닐이 이수소엽산 환원효소 억제제로 작용하여 원충의 티미딘 합성을 막는다.